# Éditions d'en bas
Les Éditions d'en bas sont une maison d'édition vaudoise (Suisse), fondée en 1976 par Michel Glardon avec le soutien d'autres personnes dont Gilbert Musy. Elles publient des ouvrages qui témoignent de la « face cachée de la Suisse », et incluent de la littérature et des essais, mais également des récits populaires, des témoignages et des récits de vie. La raison sociale originale s’écrivait « Éditions d’En-Bas », puis « Éditions d’En Bas », parfois « Éditions d’En bas » et finalement « Éditions d’en bas ».

## Histoire
C'est dans le contexte socialement houleux des années 1970 que Michel Glardon (1943-2003) se rend compte qu’il manque des livres retraçant la vie des exclus. C’est un temps de chômage, de grèves, mouvement antinucléaire, montée de l’écologisme, défense des usagers de la psychiatrie et contestation dans les prisons. Michel Glardon, qui a rempli la fonction de tuteur général dans le canton de Vaud de 1970 à 1973, est engagé dans le « Groupe Action Prison » (GAP) à Genève. Il crée les éditions d’En-Bas en 1976, « pour donner la parole aux petits, aux obscurs – ceux d’en bas, cette face cachée de la réalité qu’il s’agit de ramener à la conscience sociale ». Il affirme vouloir recueillir les témoignages de « gens qui savent à peine écrire, mais savent mieux que tant d’autres ce qu’ils pensent » (1981).
Dans le cadre des manifestations de soutien à Walter Stürm, prisonnier et roi de l’évasion suisse alémanique, Michel Glardon a été incarcéré et du matériel du GAP et des Éditions d’En Bas a été saisi par la police. Les éditions s’insurgent contre la séquestration de leur fichier de souscripteurs.

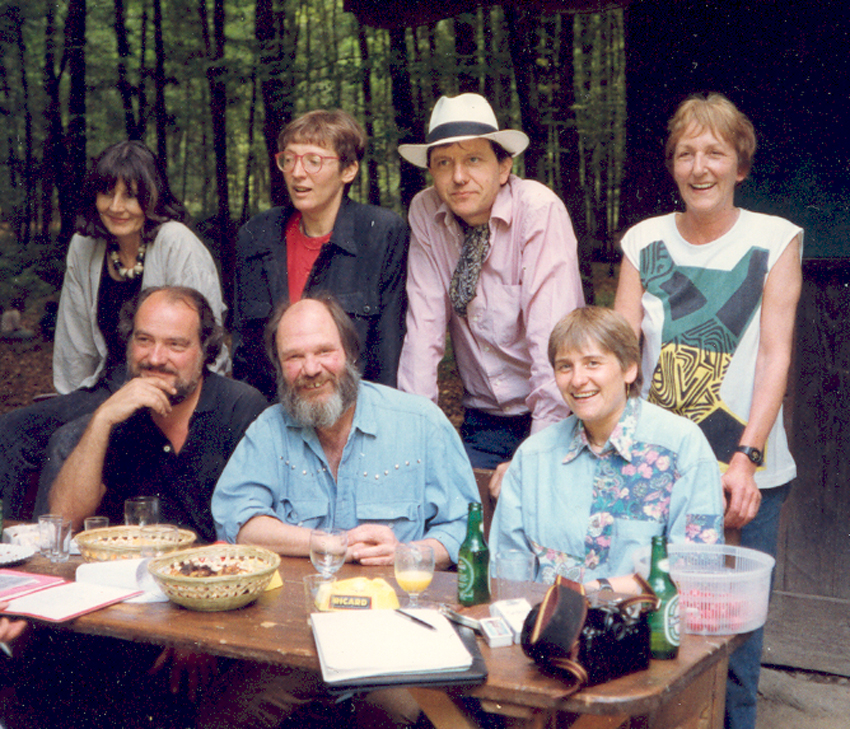
Le comité des Éditions d'en bas lors du 15e anniversaire des éditions en juin 1991.
De gauche à droite : Ursula Gaillard, Elena Urbanovici, Gilbert Musy et Margrit Patrocle (debout) ; Pierre Chessex, Michel Glardon et Marie-Ange Wicky (assis).

C'est au départ une association d'amis, qui fonctionne surtout avec le bénévolat. On trouve Marie-Ange Wicki, Claire Gagné, Margrit Patrocle et Pierre Chessex au comité, et les traducteurs Gilbert Musy et Ursula Gaillard. Cette structure légère publie 70 ouvrages dans le cours des dix premières années, dont en 1982 le récit de la sage-femme valaisanne Adeline Favre, Moi, Adeline, accoucheuse, qui sera tiré à 30 000 exemplaires. Cet important succès dans le contexte de la Suisse Romande permet à l’éditeur d’être financièrement plus à l’aise et de rétribuer ses collaborateurs.
Michel Glardon passe le flambeau en 2001 à Jean Richard, un licencié ès lettres âgé alors de 48 ans, qui a travaillé dans les librairies et longtemps aux Éditions Zoé. Les années suivantes montrent une diversification de la production, avec une collection concernant l’histoire locale et une collection de poésie bilingue traduisant des textes des autres régions linguistiques de la Suisse (Pedro Lenz (de), Ernst Burren (de), Ariane von Graffenried, Guy Krneta (de), Arno Camenisch, Lou Lepori) et de personnes issues de l’immigration (Ilma Rakusa, Irena Brežná (de)). Jean Richard fait équipe avec Pascal Cottin et Antonin Gagné, soutenus par un groupe de proches.
En 2011, Swiss Trading SA (coédité avec la Déclaration de Berne), sur le commerce des matières premières, atteint 5 000 exemplaires vendus.
En 2016, le catalogue compte quelque 350 titres, et les éditions publient environ 15 livres par an. Jean Richard remarque que « c’est un magnifique métier, enthousiasmant, mais avec une grande fragilité économique et une inquiétude permanente ».

## Réseaux
Les Éditions d’en bas sont signataires de la « Déclaration des éditeurs indépendants » initiée en novembre 2005 dans le cadre de la Foire internationale du Livre de Guadalajara au Mexique (400 maisons d’éditions sont membres de l’Alliance internationale des éditeurs indépendants en 2016),.
Certains ouvrages sont co-édités avec le groupe « Ethno-Doc » (fondé en 2000), dans la collection Ethno-Poche,.
Les Éditions d'en bas a édité la revue Hétérographe, revue des homolittératures ou pas : (Lausanne, 2009/2013).
L'Association pour l'étude du mouvement ouvrier (AEHMO) est un autre partenaire des éditions d’en bas.
Les éditions font partie du réseau informel d’éditeurs romands « Le Cran littéraire ».